# Коммодор Кокрен
Коммодор Шелтон Кокрен (англ. Commodore Shelton Cochran; нар. 20 січня 1902 — пом. 3 січня 1969) — американський легкоатлет, який спеціалізувався в бігу на короткі дистанції.

## Із життєпису
Олімпійський чемпіон в естафеті 4×400 метрів (1924).
Перможець Студентського чемпіонату США у бігу на 440 ярдів (1922, 1923).
Ексрекордсмен світу в естафеті 4×400 метрів.
Тренував молодшого кузена — Роя Кокрена, дворазового чемпіона Олімпійських ігор 1948 у бігу на 400 метрів з бар'єрами та в естафеті 4×400 метрів.

## Основні міжнародні виступи
| Рік  | Змагання         | Місто | Місце | Дисципліна |
| ---- | ---------------- | ----- | ----- | ---------- |
| 1924 | Олімпійські ігри | Париж | 1     | 4×400 м    |